# Фінансово-правовий коледж (Київ)
Фінансово-правовий коледж (ФПК) – заклад вищої освіти, акредитований Міністерством освіти і науки України. Головним завданням Коледжу, як  закладу вищої освіти, є здійснення освітньої діяльності, яка забезпечує підготовку фахівців у юридичній та економічній сферах і відповідає прийнятим державним стандартам у галузі вищої освіти.

## Історія
14 жовтня 1994 року було засновано Фінансово-правовий коледж Київського національного університету імені Тараса Шевченка, першим директором якого став Омельченко Михайло Петрович, кандидат юридичних наук, викладач кафедри правосуддя Київського національного університету імені Тараса Шевченка.

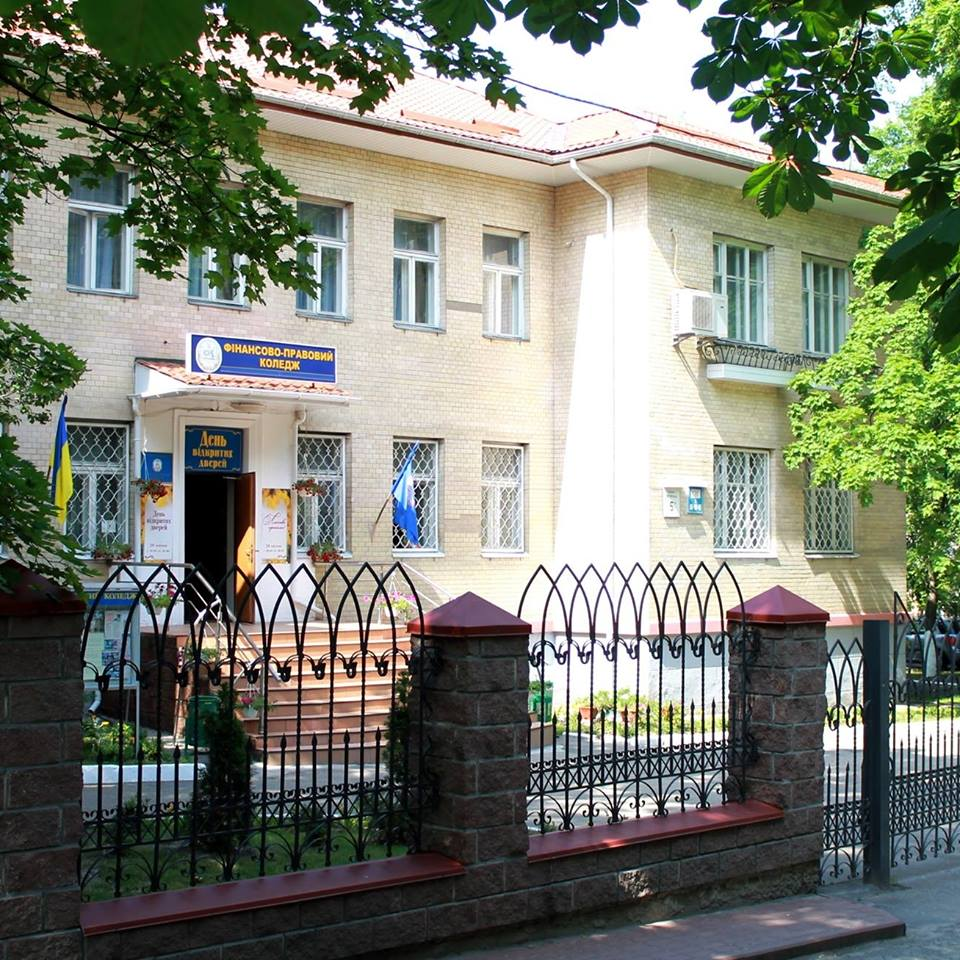
FPK frontdoor

1995 рік. Головним управлінням акредитації Міністерства освіти і науки України підтверджено право здійснення освітньої діяльності Коледжу за напрямом (спеціальність) підготовки 6.0601 Правознавство (ліцензійний обсяг 150 осіб - денна та заочна форми навчання), відповідно до рішень Міжгалузевої акредитаційної комісії та протоколами наказів Міністерством освіти і науки України.
2001 рік. Фінансово-правовий коледж очолив Гриценко Іван Сергійович, кандидат історичних наук, викладач кафедри теорії та історії держави і права юридичного факультету КНУ імені Тараса Шевченка. Автор понад 100 наукових праць. Стаж науково-педагогічної діяльності понад 32 роки. Цього ж року Коледж отримує Ліцензію Міністерства освіти і науки України для підготовки молодших спеціалістів за спеціальністю «Банківська справа».
2003 рік. Рішенням Державної акредитаційної комісії (протокол №45) Коледж акредитовано за напрямом підготовки молодших спеціалістів: «Економіка і підприємництво» («Фінанси»), Ліцензія Головного управління освіти і науки Серія АА №318480 від 7.02.2003р., термін дії до 6.02.2008р.
2004 рік. З метою координації спільної навчально-методичної діяльності та впровадження системи ступеневої безперервної підготовки фахівців відповідно до Конституції України, Законів України: «Про освіту», «Про вищу освіту», «Про загальну середню освіту» між Київським національним університетом імені Тараса Шевченка, Фінансово-правовим коледжем Київського національного університету та Фінансово-правовим ліцеєм було укладено трьохсторонню угоду про співробітництво. Предметом Угоди є:	
- співпраця Сторін щодо реалізації законодавства про освіту, координація спільної діяльності Сторін;
- впровадження системи безперервної підготовки фахівців;
- активне використання науково-педагогічних кадрів, навчально-лабораторної та виробничої бази, соціальної інфраструктури;
- розробка навчально-методичного забезпечення.[3]

2009 рік. Акредитація всіх спеціальностей за освітньо-кваліфікаційними рівнями бакалавр та молодший спеціаліст. Ліцензія Міністерства освіти і науки України серія AB № 498238 від 21.10.2009р. Термін дії до 1.07.2014року.

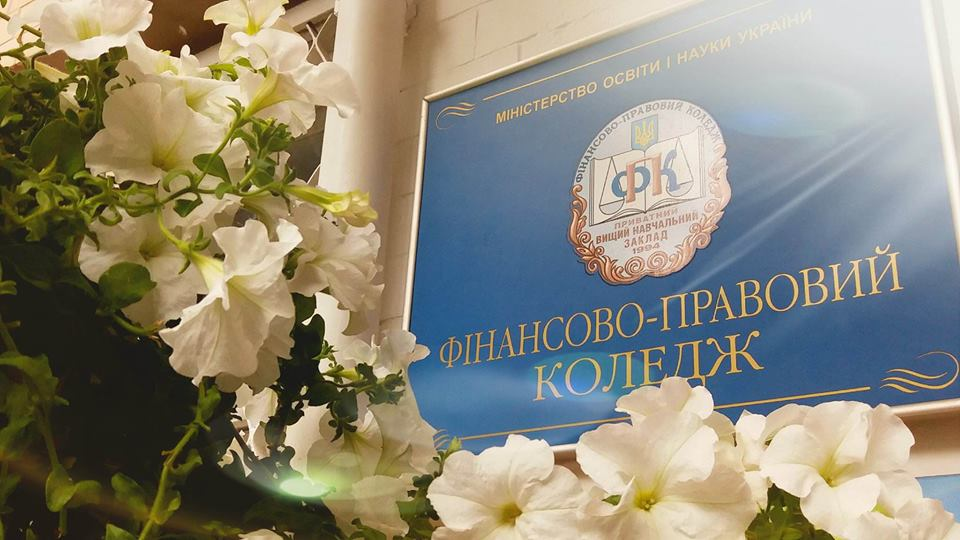
FPC front

2012 рік. У зв'язку з реорганізацією Приватний вищий навчальний заклад «Фінансово-правовий коледж» став правонаступником усіх прав та обов’язків Фінансово-правового коледжу Київського національного університету імені Тараса Шевченка (згідно Статті 1 Статуту Коледжу). З вересня 2012 року Фінансово-правовий коледж очолює доктор юридичних наук, доцент, Заслужений юрист України Губанова Тамара Олексіївна.
2014 рік. Акредитація за освітньо-кваліфікаційними рівнями бакалавр та молодший спеціаліст за спеціальностями: «Правознавство», «Фінанси і кредит». Коледж отримує ліцензію на підготовку молодших спеціалістів за спеціальністю «Правознавство».
2016 рік. Акредитація і перший випуск студентів за освітньо-кваліфікаційним рівнем молодший спеціаліст спеціальність «Правознавство». Акредитація за освітньо-кваліфікаційними рівнем бакалавр спеціальності " Фінанси, банківська справа та страхування" строком на 10 років. Рішенням Акредитаційної комісії Коледж отримує ліцензію на підготовку молодших спеціалістів спеціальностей "Право" та "Фінанси, банківська справа та страхування" та бакалаврів спеціальності "Право".
2017 рік. Рішенням Ліцензійної комісії Коледж отримує ліцензію на підготовку бакалаврів спеціальності "Фінанси, банківська справа та страхування".
Фінаносово-правовий коледж та Економічний факультет Київського національного університету імені Тараса Шевченка підписали угоду, за якою студенти Коледжу мають можливість продовжити навчання на освітніх магістерських програмах "Подвійний диплом", одночасного навчаючись у Київському національному університеті імені Тараса Шевченка та Норвезькому Університеті Nord University. Навчання, проживання та транспортні витрати здійснюються за рахунок гранту, який фінансується урядом Норвегії. Протягом навчання студенти отримують стипендію.
У травні 2017 року на базі Фінансово-правового коледжу у межах навчального процесу відбувся перший візит до країн Європи у рамках проекту "INTERNATIONAL INSTITUTIONS STUDY VISIT". Для роботи над дослідницьким проектом «Досвід євроінтеграції країн Східної Європи для України» було сформовано 3 групи зі студентів 1 курсу. Студенти відвідали міста Польщі, Чехії та Німеччини.
2018 рік. Акредитація за освітньо-кваліфікаційними рівнем бакалавр спеціальності "Право" строком на 10 років. Фінансово-правовий коледж та Центри Німецького права, Американського загального права, Романського права, Польського права, Імплементації Європейського соціального права, Прав людини і врядування, Медичного права юридичного факультету Київського національного університету імені Тараса Шевченка уклали договір про співробітництво. Така співпраця відбуватиметься в наступних напрямках:
- Обмін освітніми програмами та досвідом підготовки навчально-педагогічного складу.
- Науково-практичне співробітництво, спільні наукові дослідження, впровадження результатів науково-дослідної роботи в практику, технічна та методична підтримка наукових досліджень.
- Обмін студентами та викладачами з метою наукового та практичного стажування.
- Підготовка спільних програм освітнього та науково-практичного співробітництва з європейськими та міжнародними фондами.
- Спільна організація, проведення та забезпечення участі науково-педагогічного складу та студентів Сторін у науково- практичних та навчальних семінарах, конференціях, інших науково-освітніх заходах, що проводитимуть Сторони.
- Створення необхідних умов для проведення спільних семінарських занять, круглих столів, конференцій.[8]

У квітні 2018 року відбувся навчальний візит до країн Європи в рамках проекту «INTERNATIONAL INSTITUTIONS STUDY VISIT – 2018», організованого за підтримки Центру українсько-європейського наукового співробітництва. Студенти Фінансово-правового коледжу відвідали міста Польщі, Німеччини, Голландії, Нідерландів, Бельгії, Франції, Австрії та Словаччини.
У грудні 2018 року між Фінансово-правовим коледжем та Київським міським осередком Всеукраїнської громадської організації «Європейська Асоціація Студентів Права ELSA Україна» ELSA Ukraine було підписано Угоду про спільні проекти та плани.
Між Фінансово-правовим коледжем та Комунальним Позашкільним навчальним закладом «Перші Київські державні курси іноземних мов» укладено Договір про надання освітніх послуг у відповідності до існуючих навчальних програм для організації та проведення навчання на курсах іноземних мов для студентів та співробітників Коледжу.
2019 рік. У березні 2019 року на базі Фінансово-правового коледжу розпочав роботу розмовний клуб англійської мови English Speaking Club, в якому студенти та співробітники Коледжу мають змогу безкоштовно удосконалити та поглибити навики спілкування англійською мовою.
20 березня 2019 року для випускників Фінансово-правового коледжу в Україно-норвезькому навчально-науковому центрі Економічний факультет КНУ імені Тараса Шевченка відбулася презентація нових освітніх магістерських програм цього року:
- англомовна програма «Фінанси публічного сектору» / «Public sector finance» спільно з Норд університетом (м. Будо, Норвегія);
- «Корпоративні фінанси»;
- «Менеджмент державних фінансів».[11]

У квітні 2019 року за підтримки Центру українсько-європейського наукового співробітництва в рамках проекту «INTERNATIONAL INSTITUTIONS STUDY VISIT – 2019» відбувся навчальний візит студентів Фінансово-правового коледжу до країн Європи, а саме: міжнародних інституцій Угорщини, Словаччини, Австрії та Польщі.
У липні 2019 року Фінансово-правовий коледж став партнером ERASMUS+ Programme of the European Union.
04 липня 2019 року акредитовано освітньо-професійну програму «Фінанси, банківська справа та страхування» за освітньо-кваліфікаційним рівнем «молодший спеціаліст» (Протокол № 137).
У жовтні 2019 року Фінансово-правовий коледж святкує 25-річчя.
Відповідно до вимог Закону України «Про фахову передвищу освіту» в жовтні 2019 року у Фінансово-правовому коледжі створено структурний підрозділ – Фаховий коледж та затверджено «Положення про структурний підрозділ – Фаховий коледж з підготовки фахового молодшого бакалавра». Фаховий коледж з підготовки фахового молодшого бакалавру Фінансово-правового коледжу діє відповідно до Закону України «Про фахову передвищу освіту», «Про вищу освіту», «Про освіту», Статуту та рішень Вченої ради.
Для зручності студентів та викладачів Коледжу у месенджері Telegram запрацював робот https://t.me/fpkrobot. За його допомогою можна вчасно отримувати розклад навчальних занять, переглядати свіжі новини, отримувати важливі повідомлення та багато іншого.
2020 рік. Фінансово-правовий коледж долучився до освітньої онлайн платформи Coursera for Campus. Coursera запропонувала всім закладам освіти світу, яких торкнувся карантин, безкоштовний доступ до своїх курсів через платформу. Йдеться про понад 3 800 курсів та 400 спеціалізацій, які після налаштування доступу будуть доступні студентам Коледжу.
У Фінансово-правовому коледжі впроваджено власну онлайн платформу – https://fpk.synergy.kiev.ua. Онлайн платформа Коледжу – унікальне віртуальне середовище, яке допомагає комфортно і якісно організувати дистанційне навчання у 2020/2021 навчальному році.  Платформа реалізована на основі вебрішення, тож вона доступна з будь-якого браузеру за наявності інтернет з’єднання. Платформа складається з таких модулів як кабінет викладача, кабінет студента, цифрова бібліотека, електронний журнал успішності, модуль онлайн-презентацій, модуль відео курсів, модуль тестування, а також модуль інтерактивного розкладу. Завдяки своїй структурі та технічним можливостям онлайн платформа не має географічних кордонів. Програма передбачає наявність мобільного додатку, що сумісний з Android та iOS, обидві версії доступні.
У вересні 2020 року спроектовано, обладнано та задіяно у навчальний процес 4 еко-аудиторії.
Газета Коледжу «Студентінформ» відзначила своє 12-річчя.
З метою організації освітнього процесу в Фінансово-правовому коледжі під час епідемічної небезпеки створено Деканат дистанційного навчання.
2021 рік. 16 квітня 2021 року на базі Фінансово правового коледжу відбулася науково-практична студентська онлайн-конференція «АКТУАЛЬНІ ПИТАННЯ ПРАВА ТА ЕКОНОМІКИ: СУЧАСНІСТЬ І ПЕРСПЕКТИВИ РОЗВИТКУ» 
Протягом літніх канікул відбулося доукомплектування еко-аудиторій, подвір’я коледжу та «Студентського скверу».
Відкрито новий навчальний корпус № 2 для студентів економічного факультету за адресою: вул. Кірпи, 2А. У навчальному корпусі № 2 облаштовано 4 аудиторії, кафедра фінансів і кредиту та кабінет психолога.
У вересні 2021 року в рамках навчального процесу відбулася екскурсія у Карпати. На вершині Говерли наші студенти підняли прапор Фінансово-правового коледжу.
У жовтні 2021 року Фінансово-правовий коледж відзначив 27-річчя.
22 листопада 2021 року між Фінансово-правовим коледжем та Київським міським осередком Всеукраїнської громадської організації «Європейська Асоціація Студентів Права ELSA Україна» ELSA Kyiv було підписано Договір про співробітництво.
25 листопада 2021 року Фінансово-правовий коледж отримав Свідоцтва про державну реєстрацію двох друкованих фахових журналів категорії «Б»: «Київський юридичний журнал» та «Київський економічний часопис». Свідоцтва № 25045-14985 Р та № 25046–14986 Р.
У грудні 2021 року удосконалено навчально-методичне забезпечення освітнього процесу  та бази Електронної бібліотеки коледжу.
2022 рік.
Січень 2022 - студенти Коледжу долучилися до слухачів курсів Legal writing in English та Rule of law від Арканзаського університету (США).
13 січня 2022 року - підписання Меморандуму про співпрацю з Всеукраїнською громадською організацією «Асоціація адвокатів України».
28 січня 2022 року - підписання Меморандуму про співпрацю з AIESEC, міжнародна, молодіжна, некомерційна, непартійна, незалежна організація, повністю керована молоддю у віці від 18 до 29 років.
08 лютого 2022 року у Фінансово-правовому коледжі створено власний телеграм-канал «ФПК News», на якому студенти можуть дізнатися найактуальнішу інформацію, прочитати новини, ознайомитися з вакансіями на роботу та багато іншого.
14 лютого 2022 року було підписано Меморандум про співпрацю між Тренінговим центром прокурорів України.
24 лютого, з початком воєнних дій на території України, навчальний процес було призупинено на двотижневі канікули. Студентам надавалася кризова психологічна підтримка відповідно до вимог забезпечення психологічного супроводу учасників освітнього процесу.
14 березня 2022 року Коледж відновлює навчальний процес з урахуванням воєнного стану. Студентам надається соціально-психологічна підтримка з урахуванням вимог безпечності освітнього середовища.
20 травня 2022 року Фінансово-правовий коледж пройшов первинну акредитацію підготоки фахівців освітньо-професійного рівня "Фаховий молодший бакалавр" спеціальності 081 Право.
24 травня 2022 року підписано Меморандум про співпрацю з Інститутом держави і права імені В.М. Корецького.
6 липня 2022 року рішенням єдиного учасника Приватного вищого навчального закладу «Фінансово-правовий коледж» Н.В. Марченко затверджено нову редакцію Статуту Коледжу. Рішення підтверджено Протоколом №116 загальних зборів трудового колективу Коледжу 
20 липня 2022 року підписано Меморандум про співробітництво з Юридичною фірмою «Правовий Альянс» 
У липні 2022 року у рамках психологічного супроводу студентів Фiнансово-правового коледжу та кризової психологічної підтримки здобувачів вищої освіти під час воєнного стану на сайті Коледжу створено сторінку Психологічної служби Коледжу, де учасники освітнього процесу можуть отримати соціально-психологічну підтримку 
У серпні 2022 року на виконання п.п. 14 розділу ІІ та п.п. 5 розділу І Положення про організацію роботи з охорони праці та безпеки життєдіяльності учасників в установах та закладах освіти, затвердженого наказом МОН України від 26.12.2017 року №1669 з урахуванням доручення Прем’єр-міністра України від 10.06.2022 №14529/0/1-22 щодо підготовки закладів освіти до 2022/2023 навчального року та створення безпечних умов перебування студентів та співробітників з урахуванням збройної агресії Російської Федерації, Фінансово-правовий коледж отримав дозвіл на проведення аудиторних занять з 01 вересня 2022 року. Про це також свідчить Акт оцінки приміщення Коледжу щодо можливості його використання як найпростішого укриття. Перевірку проводили представники ВЗНС та ЗЦЗ Солом'янського РУ ГУ ДСНС України 
У вересні 2022 року було проведено ряд тренінгів з першої психологічної самодопомоги та навчання з цивільного захисту для студентів Коледжу 
27 жовтня 2022 року підписано Меморандум про співпрацю між Фінансово-правовим коледжем та Лігою студентів Асоціації правників України 
У листопаді 2022 року на сайті Коледжу створено сторінку Офіс роботодавців. Даний інтернет ресурс створений з метою працевлаштування студентів та випускників Коледжу, а також налагодження стратегічного партнерства з підприємствами, установами, організаціями різних форм власності, які зацікавлені у нових перспективних кадрах. Саме «живе» спілкування студентів з роботодавцями-професіоналами і надасть їм змогу сформувати необхідні компетентності в майбутній професійній діяльності 
6 грудня 2022 року на базі коледжу створено власний осередок Ліги студентів Асоціації правників України 
23 грудня 2022 року Наказом Міністерства освіти і науки України № 1166 «Про затверджене рішень атестаційної колегії Міністерства» видання «Київський юридичний журнал» ПВНЗ «Фінансово-правовий коледж» включено до переліку друкованих періодичних видань, що включаються до переліку наукових фахових видань України категорії «Б» в галузі знань «Право». ПВНЗ «Фінансово-правовий коледж» - перший Коледж в Україні, чиє видання внесено до переліку наукових фахових видань 
2023 рік.
Січень 2023 - оновлення Бібліотечного фонду Коледжу (відбувається щомісяця).
Січень 2023 - Студенти коледжу, члени Наукового товариства студентів, долучилися до ряду заходів від Дія.Бізнес на базі КНУ ім. Т. Шевченка.
19 січня 2023 - студенти Коледжу, члени English speaking Club, долучилися до слухачів курсів Rule of law від Арканзаського університету (США).
28 січня 2023 року на базі локального осередку Фінансово-правового коледжу Ліги студентів Асоціації правників України відбулася перша панельна дискусія на тему «Що варто знати на початку кар’єрного шляху юриста?».
11 лютого 2023 року перший захід ФПК Ліги студентів АПУ - з Арменом Сабіровичем Нерсесян - справжнім експертом у сфері кримінального права. Захід відбувся у Київському палаці дітей та юнацтва в офлайн-форматі.
19 лютого 2023 від локального осередку ФПК Ліги студентів АПУ «Пірнати у кримінальне право: нахіба та як?» відбувся захід в офлайн-форматі у Фінансово-правовому Коледжі.
11 березня в будівлі Вищого антикорупційного суду відбувся ряд заходів від локального осередку Ліги юристів ФПК на тему «Робота судів у перші дні всторгнення» 
13 березня між Фінансово-правовим коледжом та Київським Палацом дітей та юнацтва було підписано Договір про співпрацю.
13 березня, започаткувала свою роботу нова незалежна самоврядна організація - Ліга економістів Фінансово-правового Коледжу.
5 квітня перший офлайн захід від Ліги Економістів ФПК «Створення бізнесу "step by step"» з Едгаром Бровді - співвласником та керуючим партнером «World of Comics».
12 квітня в Києві директор Фінансово-правового коледжу Губанова Тамара Олексіївна та перший заступник директора - Губанов Олег Олександрович взяли участь у Першому засіданні Керівного комітету Проєкту Ради Європи, який відбувся в офісі Ради Європи в Україні.
19 квітня Адміністрація Фінансово-правового коледжу взяла участь у засіданні круглого столу «Заклад позашкільної освіти та заклад вищої освіти: пліч-о-пліч до вершин професійної майстерності заради майбутнього України», організованого партнером Коледжу - Київським палацом дітей та юнацтва.
20 квітня 2023 року у Фінансово-правовому коледжі відбулась щорічна науково-практична студентська конференція «Актуальні питання права та економіки: сучасність і перспективи розвитку».
22 квітня об 11:00 відбувся другий захід від Ліги економістів ФПК – зустріч із Сергієм Фурсою - українським інвестиційним банкіром, фінансовим експертом, публіцистом, радіо- і телеведучим.
На початку травня створено власний Ютуб-канал Фінансвово-правового коледжу.
17 травня відбувся захід на базі Ліги економістів ФПК «Карʼєрний шлях у світі цифрових можливостей: інсайди пошуку роботи, інтервʼю та створення резюме для молодих талантів» з Ольгою Гришко, матчмейкером талантів та HR-менеджером.
5 червня між Фінансово-правовим коледжем та Громадською організацією «Всеукраїнська організація «Національний Координаційний Центр сприяння протидії корупції» було підписано Меморандум про партнерство та співробітництво у сфері освіти.
27 червня перший заступник директора Фінансово-правового коледжу Губанов Олег Олександрович та викладач кафедри загальноюридичних дисциплін Чернишова Валерія Юріївна, а також вмотивовані студенти Коледжу відвідали Літню наукову школу медичного та фармацевтичного права «Конституційне регулювання інституту прав людини та громадянина у сфері охорони здоров’я», присвячену Дню Конституції України. Участь у заході було прийнято відповідно до Статуту Фінансово-правового коледжу, Положення про внутрішню систему забезпечення якості освітньої діяльності та якості вищої та фахової передвищої освіти, Стратегії розвитку Фінансово-правового коледжу на 2020-2025 р.р. та Плану навчально-наукових заходів Коледжу на 2023-2024 н.р.
1 вересня розпочато новий навчальний рік, з урахуванням безпекових умов організації навчального процесу в аудиторному форматі. Для комфортного навчання студентів задіяно всі можливі варіанти навчального процесу: еко-аудиторії, невелика кількість студентів у групах та розподіл на навчальні зміни, у відповідності до розрахованої кількості осіб для проведення навчальних занять в укритті у разі повітряної тривоги, гібридна форма навчання (можливість поєднання аудиторного та дистанційного навчання одночасно). Навчання відбувається у двох корпусах за адресою вул. Лондонська 5-а та вул. Антоновича 172.
У вересні студенти Коледжу за доброю традицією підкорили українські Карпати. Екскурсійний тур передбачав відвідини трьох гірських локацій, серед яких найвища точка України - Говерла.
5 жовтня 2023 року між Науково-дослідним інститутом публічного права та Приватним вищим навчальним закладом «Фінансово-правовий коледж» було підписано Меморандум про співпрацю.
13 жовтня Фінансово-правовий коледж відсвяткував свої 29 років.
19 жовтня 2023 року було підписано Меморандум про співпрацю між ПВНЗ «Фінансово-правовий коледж» та Національною бібліотекою України імені В. І. Вернадського.
У листопаді студенти Коледжу пройшли безкоштовне оздоровлення у Дитячому таборі санаторного типу «Чайка».
6 грудня відбулася Рада Локального осередку на базі Фінансово-правового коледжу Ліги студентів Асоціації правників України, обрано Голову осередку та команду Локального осередку, а також заплановано безліч цікавих заходів з провідними фахівцями юридичної галузі. Також Локальному осередку Ліги студентів АПУ виповнюється рік.
7-8 грудня, відповідно до Статуту Фінансово-правового коледжу та Положення про внутрішню систему забезпечення якості освітньої діяльності та якості вищої та фахової перед вищої освіти, студенти Фінансово-правового коледжу, перший заступник директора ФПК, професор, д.ю.н., доцент кафедри службового та медичного права ННІП КНУ Губанов Олег Олександрович та заступник директора з перспективного розвитку д.філософії в галузі права Чернишова Валерія Юріївна, викладачка кафедри загальноюридичних дисциплін д.філософії в галузі права Волинець Інна Павлівна взяли участь у Зимовій школі з медичного права в КНУ імені Тараса Шевченка, присвячену захисту репродуктивних прав та збереження репродуктивного здоров’я в умовах воєнного стану.
2024 рік.
У січні 2024 року студенти Коледжу вдруге пройшли безкоштовне оздоровлення у Дитячому таборі санаторного типу «Чайка».
8 січня 2024 року відбулося засідання студентського самоврядування Фінансово-правового коледжу. За порядком денним було:
1) Прийнято положення зі змінами про студентське самоврядування Приватного вищого навчального закладу «Фінансово-правовий коледж».
2) Обрано секретаря засідання органів студентського самоврядування Гончар Валерію студентку 3 курсу Фаховий молодший бакалавр спеціальності «081 Право».
3) Обрано голову Загальних зборів студентів Приватного вищого навчального закладу «Фінансово-правовий коледж» Полудненко Олександру студентку 3 курсу Фаховий молодший бакалавр спеціальності «072 Фінанси банківська справа та страхування».
4) Обрано голову Студентської ради Приватного вищого навчального закладу «Фінансово-правовий коледж» Токаренко Дарʼю студентку 2 курсу Фаховий молодший бакалавр спеціальності «072 Фінанси банківська справа та страхування».
5) Визначено канали комунікації зі Старостатом Приватного вищого навчального закладу «Фінансово-правовий коледж».
6) Визначено терміни формування особового складу Комітету права та Комітету фінансів до 22 січня 2024 року.
15 лютого 2024 року відновлює свою роботу Юридична клініка Фінансово-правового коледжу. Клініка є структурним підрозділом Коледжу і входить до складу юридичного факультету.
Лютий-Березень - проведення офлайн та онлайн заходів з провідними фахівцями юридичної та економічної галузі на базі Коледжу. Організаторами заходів є Ліга студентів Асоціації правників України при Фінансово-правовому коледжі та Ліга економістів Коледжу. Серед запрошених спікерів провідні спеціалісти органів державного управління, фінансових установ, відомі науковці, адвокати, прокурори, юристи, працівники та керівники промислових і аграрних об'єднань, банкіри, підприємці.
13 березня Ліга Економістів святкує свій перший день народження. За цей час було проведено 8 івентів, відвідано більше 40 заходів, пройдено 4 сертифіковані програми.
20 березня у Фінансово-правовому коледжі відбулась зустріч студентів з представниками Бюро економічної безпеки. Захід відбувся відповідно до Статуту Фінансово-правового коледжу, Положення про внутрішню систему забезпечення якості освітньої діяльності та якості вищої та фахової передвищої освіти, Стратегії розвитку Фінансово-правового коледжу на 2020-2025 р.р. та Плану навчально-наукових заходів Коледжу на 2023-2024 н.р.

## Інформація приймальної комісії

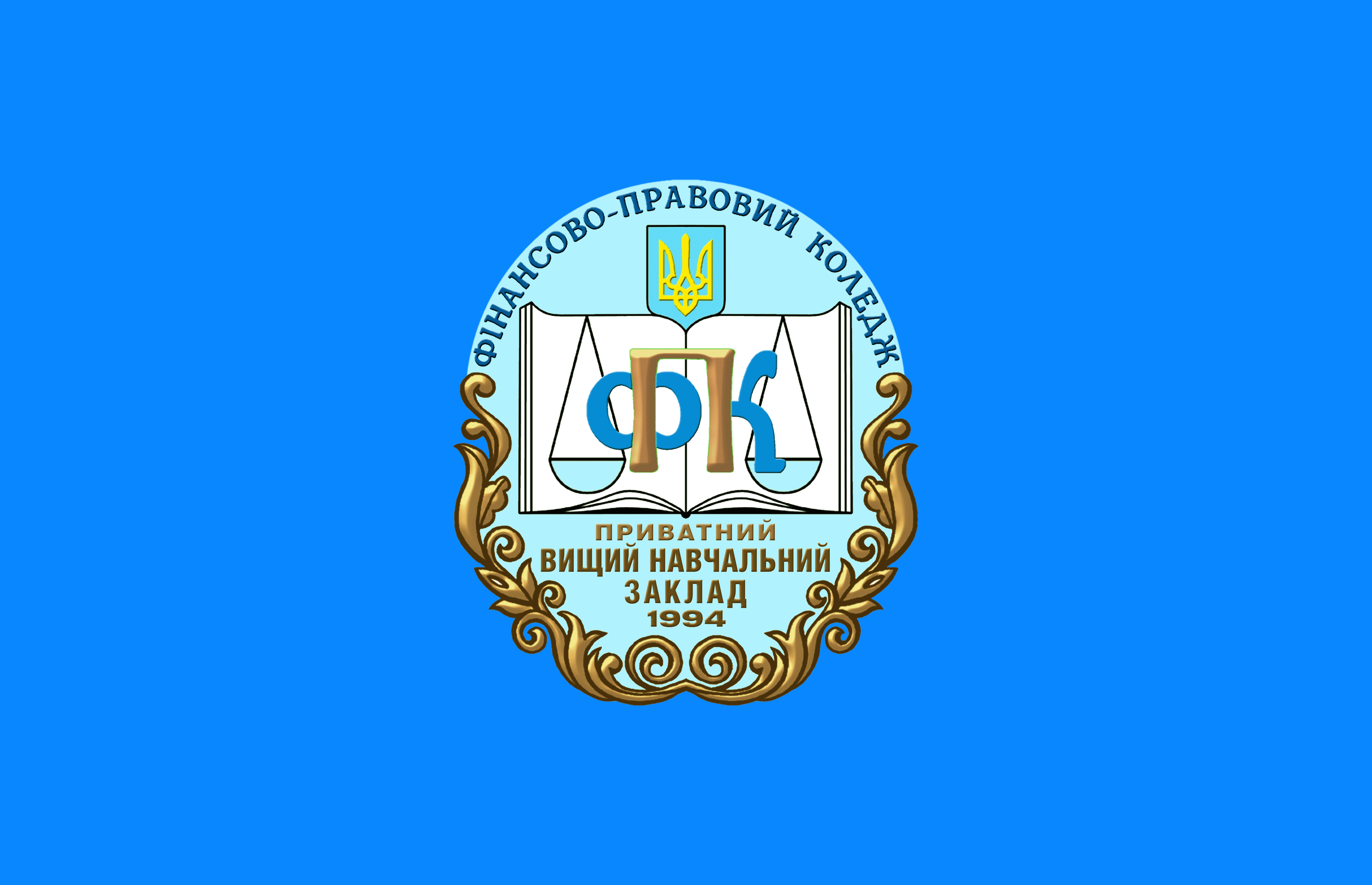
Прапор ФПК

Коледж приймає на навчання випускників 9-х та 11-х класів на денну та заочну форму навчання за освітньо-професійним ступенем  "фаховий молодший бакалавр" та освітнім ступенем "бакалавр" за спеціальностями "Фінанси, банківська справа, страхування та фондовий ринок" та "Право".

## Освітні програми
- Фінанси, банківська справа, страхування та фондовий ринок

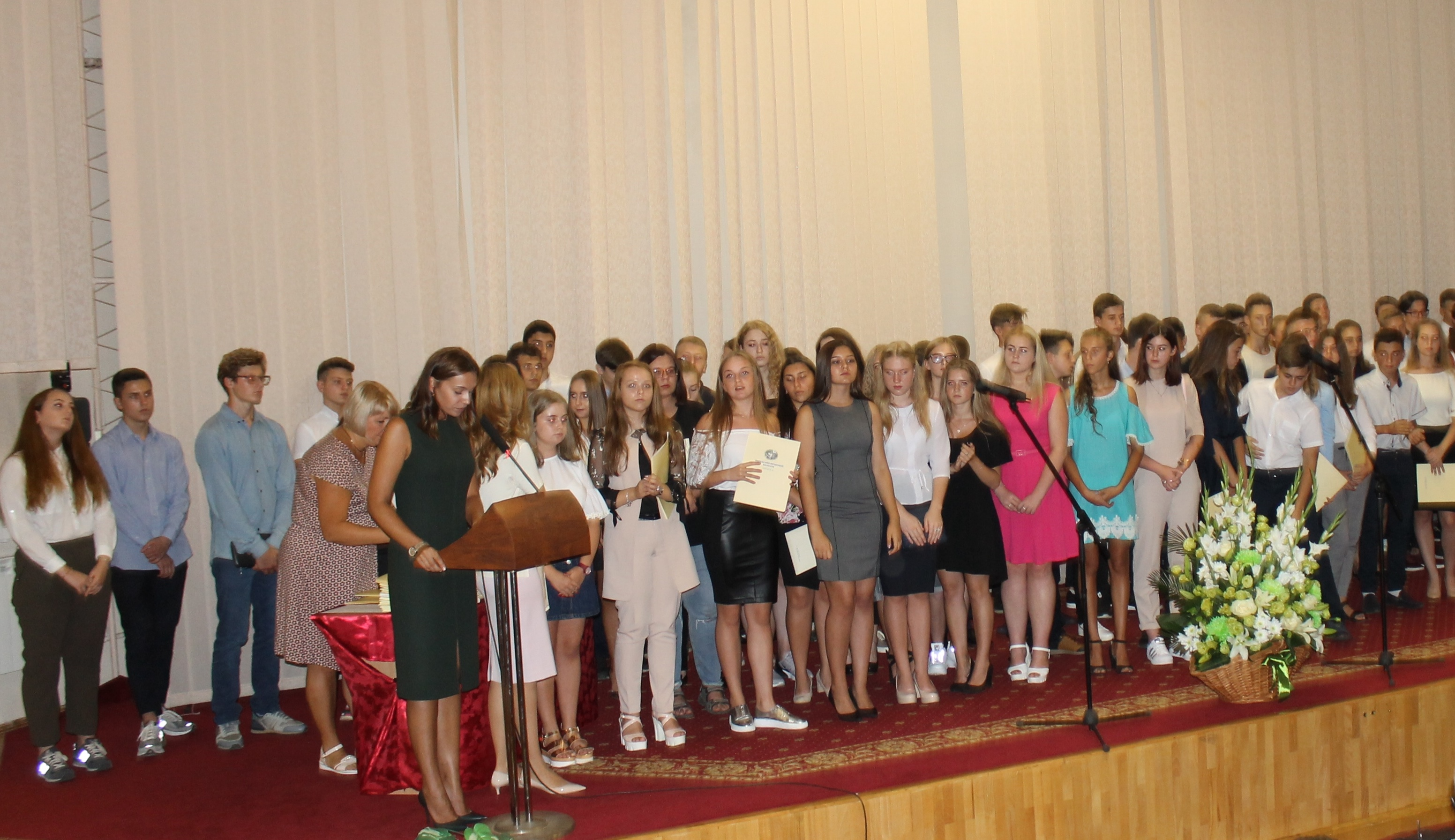
Посвята першокурсників ФПК

- Право

## Випускники
На 2023 рік кількість студентів, які навчаються у Коледжі складає понад 1100. В цілому, Коледж випустив більше ніж 6500 висококваліфікованих спеціалістів, серед яких провідні спеціалісти органів державного управління, фінансових установ, відомі науковці, адвокати, прокурори, слідчі, юристи, працівники та керівники промислових і аграрних об'єднань, банкіри, підприємці.

Випускники Коледжу продовжують навчання за освітнім ступенем "магістр" на юридичному та економічному факультетах Київського національного університету імені Тараса Шевченка, згідно діючих правил прийому.
Одним із відомих випускників в сучасній історії України був Роман Тарасович Ратушний, в честь якого назвали вулицю в Солом'янському районі.

## База коледжу
Відповідно до Конституції України, Законів України «Про освіту», «Про вищу освіту», «Про фахову передвищу освіту», Статуту Коледжу, з метою вдосконалення навчального процесу по реалізації законодавства про освіту і впровадження системи ступеневої неперервної підготовки фахівців створено структурні підрозділи Коледжу, що забезпечують навчально-виховний процес та соціально-побутові потреби студентів та працівників Коледжу.
І. Директор
ІІ. Адміністративна частина (відділ)
III. Фінансово-бухгалтерський відділ
- бухгалтерія;
- каса
IV. Відділ кадрів
V. Навчальна відділ:
1. Юридичний факультет
- кафедра гуманітарних дисциплін та фізичної підготовки
- кафедра загальноюридичних дисциплін
- кафедра правознавства (випускова)
- Юридична клініка Фінансово-правового коледжу
2. Економічний факультет
- кафедра соціальних та математичних дисциплін
- кафедра загальноекономічних дисциплін
- кафедра фінансів і кредиту (випускова)
3. Фаховий коледж з підготовки фахового молодшого бакалавру
4. Навчальні аудиторії:
- лекційні
- семінарські
- комп’ютерні класи
- медіа-кабінет
5. Спортивний зал, спортивний майданчик 
6. Відділ практичної підготовки
7. Навчально-методичний центр
VI. Науково-дослідний центр
VІI. Інформаційний центр:
- бібліотека
- електронна бібліотека
- студентський прес-медіа центр
VIII. Центр міжнародних комунікацій та академічної мобільності
IX. Центр культурно-масових та спортивних заходів
Х. Відділ патріотичного виховання
ХІ. Господарсько-технічний відділ (гардероб, серверна, технічний персонал)
ХІI. Кафе-їдальня
ХІIІ. Медичний пункт
ХIV. Гуртожиток
ХV. Конференц-зала, зала проведення урочистих подій 